# متحف الآثار الإسلامية في الكويت
متحف الآثار الإسلامية في الكويت، (المتحف التراث الإسلامي في الكويت) هو متحف خاص في الكويت، كان مشروعًا قيد التنفيذ لسنوات عديدة ويضم الآن مجموعة من التحف والآثار، يعود بعضها إلى أقدم فترة في الإسلام حتى عصر أكثر معاصرة منذ تأسيس الكويت. تضم المجموعة مخطوطات نادرة ومنمنمات وفخار وسجاد ومنحوتات خشبية وحجرية وزخارف الكعبة والروضة في ماجد النبوي بالإضافة إلى العديد من الآثار المقدسة.
تم شراء الكثير من المجموعة من مختلف الموروثات العائلية في مكة والمدينة والعراق والكويت ومصر، وكلها كانت تحت حماية الإمبراطورية العثمانية. علاوة على ذلك، على مر السنين، نمت المجموعة لتصبح أكثر شمولاً للتحف الإسلامية من خارج العالم العربي وداخل الكويت.
يعمل متحف الآثار الإسلامية في الكويت مع المتاحف والجامعات والمحفوظات وغيرها من المعاهد التعليمية والثقافية لدعم عرض التاريخ الكويتي والإسلامي. علاوة على ذلك، يتخصص متحف الآثار الإسلامية في الكويت في حفظ الآثار الإسلامية من منطقة الشرق الأوسط وشمال إفريقيا وتركيا والمحافظة عليها والتحقيق فيها وتوثيقها.